# باسكيب (بافيا)
باسكيب (بالإيطالية: Bascapè)‏ هي بلدة تقع في مقاطعة بافيا بإقليم لومبارديا في شمال إيطاليا. تبلغ مساحة هذه المدينة 13.1 (كم²)، وترتفع عن سطح البحر م، بلغ عدد سكانها 1630 نسمة في عام 2004 حسب إحصاء المعهد الوطني للإحصاء.

## السكان
في سنة 1861 بلغ عدد السكان 2٬251 نسمة، وتطور العدد ليصل في سنة 2011 لـ 1٬715 نسمة.
يظهر هذا المخطط البياني تطور النمو السكاني لـ باسكيب (بافيا)

## أعلام
- إنريكو ماتي